# Friedrich Haas (Orgelbauer)

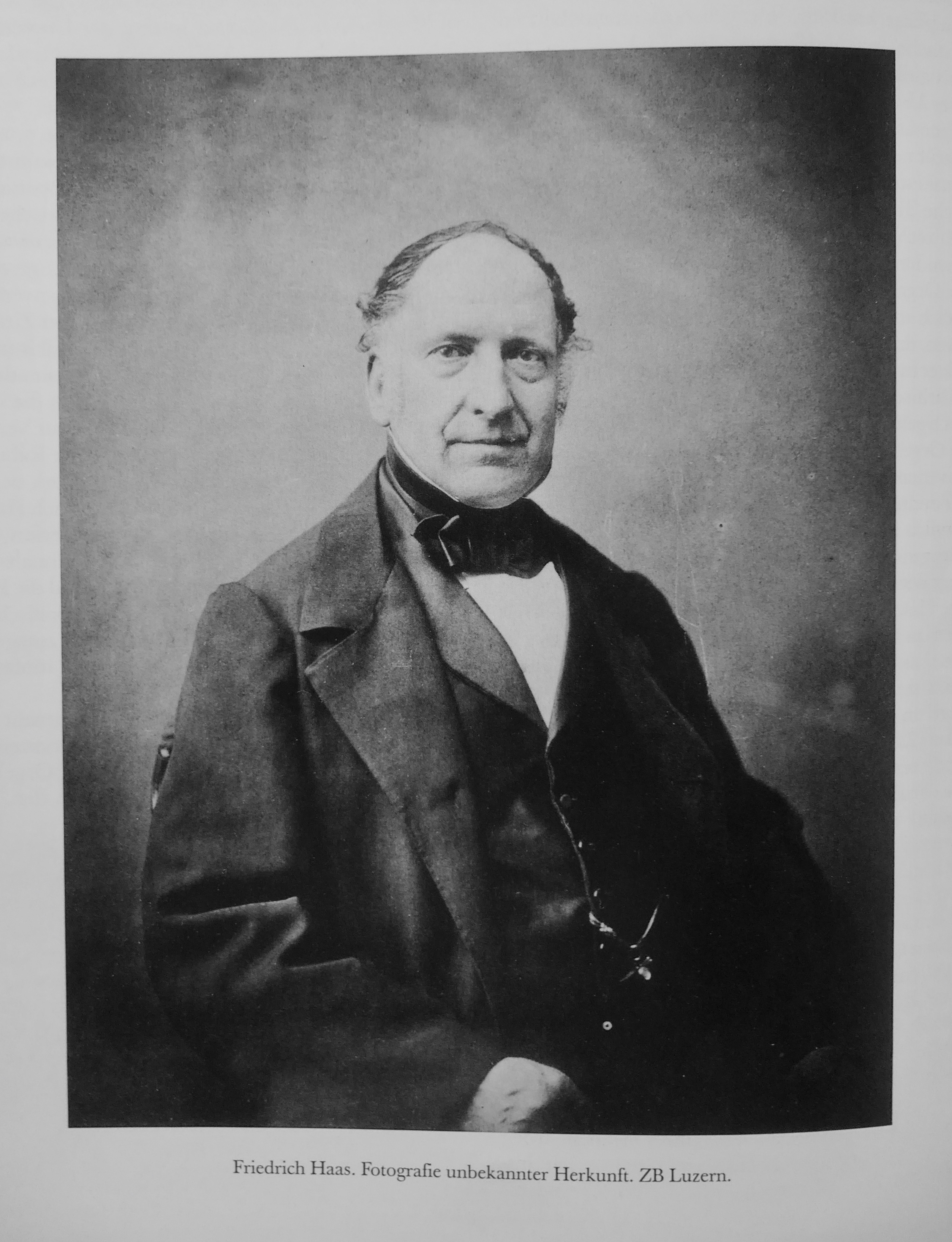
Orgelbauer Friedrich Haas (1811–1886)

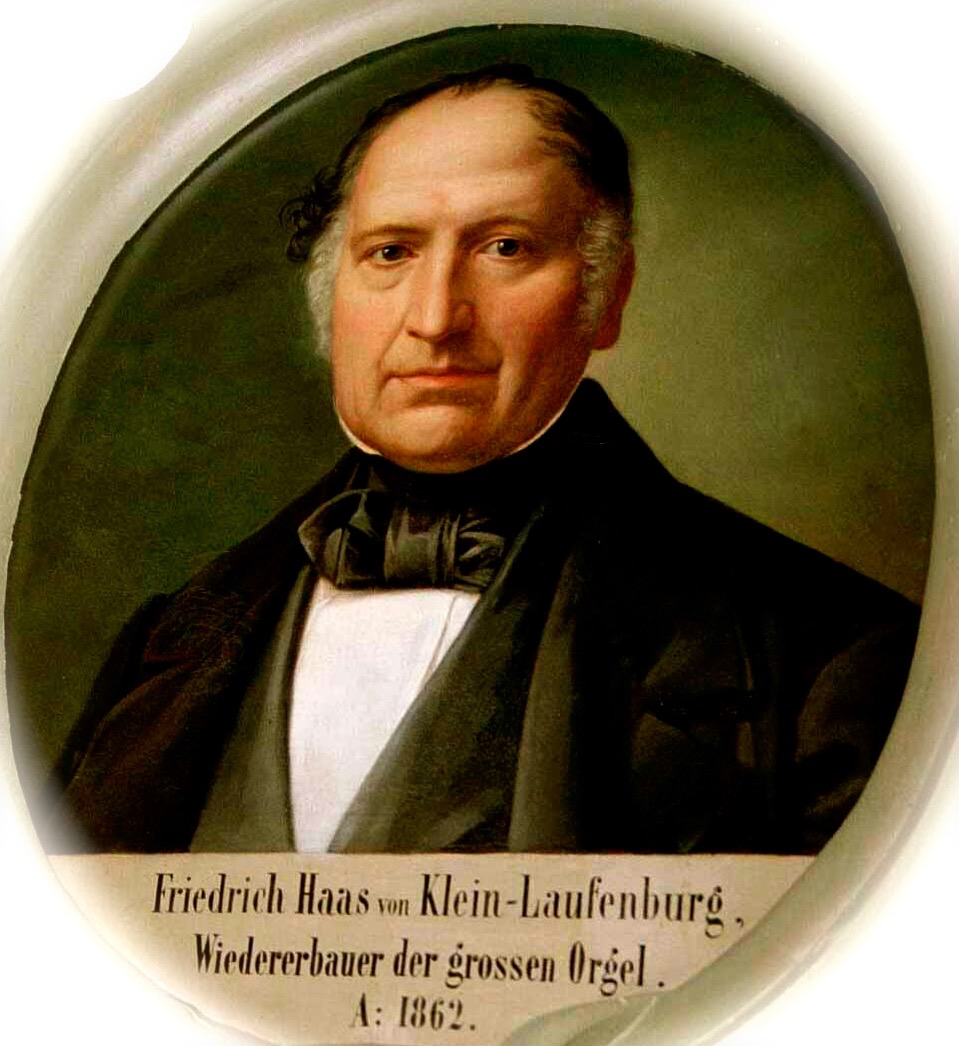
Friedrich Haas (1811–1886)

Friedrich Haas (* 10. Februar 1811 in Badisch-Laufenburg; † 18. Juli 1886 in Luzern) war ein deutsch-schweizerischer Orgelbauer. Er gilt als der wichtigste Orgelbauer in der Schweiz im mittleren 19. Jahrhundert.

## Leben
Friedrich Haas kam als fünftes von sechzehn Kindern zur Welt. Seine Eltern waren der Seilermeister und Bürgermeister von Laufenburg Franz Josef Haas (1773–1841) und Theresia Probst (1786–1867). Seine am 22. Februar 1838 geschlossene Ehe mit der um 14 Jahre älteren Basler Bürgertochter Rosina Gessler blieb kinderlos. Im Alter von 75 Jahren starb er an einem sich über längere Zeit hinziehenden Magenleiden. Er wurde auf dem neuen Friedhof in Luzern-Friedental bestattet.
Nach einer Ausbildung bei den badischen Orgelbauern Blasius, Matthäus und Joseph Schaxel von 1825 bis 1829 war er von 1830 bis 1835 Mitarbeiter von Eberhard Friedrich Walcker und machte sich dann selbstständig. Ab 1840 war er ausschliesslich in der Schweiz tätig. 1844 traf er auf Aristide Cavaillé-Coll, mit dem ihn danach eine lange Freundschaft verband. Bedeutend war auch Haas’ Zusammenarbeit mit dem Orgelbau-Theoretiker Johann Gottlob Töpfer, an dessen Lehrbuch der Orgelbaukunst (1855) er mitarbeitete.
Haas zog, in der Tradition der alten Orgelbauer, entsprechend seinen Aufträgen von Ort zu Ort, er liess sich erst beim Bau der Orgel für die Hofkirche in Luzern fest nieder. Dort wurde er 1862 auch Schweizer Bürger.
1868 übernahm Haas’ langjähriger Mitarbeiter Friedrich Goll seine Werkstatt. Haas selbst war danach noch mehrere Jahre als Orgelexperte tätig. er prägte in künstlerischer und technischer Hinsicht den Wandel von der süddeutschen barocken Bauweise zum romantischen Orgelbau in der Schweiz.

## Werke
| Jahr      | Ort                 | Kirche             | Bild | Manuale | Register | Bemerkungen                                                                                         |
| --------- | ------------------- | ------------------ | ---- | ------- | -------- | --------------------------------------------------------------------------------------------------- |
| 1837      | Grenzach            |                    |      |         |          | Neubau                                                                                              |
| 1840      | Zürich              | Neumünster         |      |         |          | Neubau                                                                                              |
| 1840/1841 | Rheinau ZH          | Klosterkirche      |      |         |          | Umbau der Hauptorgel                                                                                |
| 1843      | Winterthur          | Stadtkirche        |      |         |          | Neubau                                                                                              |
| 1845      | Neuenburg/Neuchâtel | Temple du Bas      |      |         |          | Umbau                                                                                               |
| 1846      | Basadingen          |                    |      |         |          | Neubau                                                                                              |
| 1846      | Täuffelen           |                    |      |         |          | Neubau                                                                                              |
| 1847      | Herdern             |                    |      |         |          | Neubau                                                                                              |
| 1847      | Zofingen            | Stadtkirche        |      |         |          | Neubau                                                                                              |
| 1849      | Bern                | Münster            |      |         |          | Umbau                                                                                               |
| 1850      | Muri                | Pfarrkirche        |      |         |          | Neubau                                                                                              |
| 1851      | Lenzburg            | Stadtkirche        |      |         |          | Umbau                                                                                               |
| 1852      | Freiburg            | Kathedrale         |      |         |          | Umbau                                                                                               |
| 1852      | Muri                | Klosterkirche      |      |         |          | Umbau der Hauptorgel                                                                                |
| 1854      | Leuggern            |                    |      |         |          | Neubau                                                                                              |
| 1857      | Basel               | Münster            |      |         |          | Neubau                                                                                              |
| 1862      | Luzern              | Hofkirche          |      |         |          | Neubau, große Teile in der heutigen Orgel erhalten                                                  |
| 1864      | Luzern              | Matthäuskirche     |      |         |          | Neubau                                                                                              |
| 1864/1865 | Thalwil             | Reformierte Kirche |      | II/P    | 16       | Neubau, einziges weitgehend original erhaltenes Werk. 1914–1988 in der Dreifaltigkeitskirche Bülach |